# Kerkpad Noordzijde 27
De langhuisboerderij Kerkpad 27, is een gemeentelijk monument in Soest in de provincie Utrecht.
De voormalige boerderij werd in de achttiende eeuw gebouwd aan het Kerkpad, destijds Padde genoemd. Ook de koestal dateert uit die tijd. Het woonhuis werd rond 1875 gebouwd. Het perceel ligt tegen de spoorlijn Baarn - Utrecht en aan de Lange Brinkweg. Het complex boerderijen is kort na het jaar 2000 ingrijpend gerenoveerd. Daarbij zijn de tuitgevels verdwenen en werd de voorgevel ingrijpend veranderd.